# Partido de General Alvear
Partido de General Alvear är en kommun i Argentina.   Den ligger i provinsen Buenos Aires, i den centrala delen av landet, 220 km sydväst om huvudstaden Buenos Aires. Antalet invånare är 14 897.
Trakten runt Partido de General Alvear består i huvudsak av gräsmarker. Runt Partido de General Alvear är det mycket glesbefolkat, med 3 invånare per kvadratkilometer.